# آيت بوفلن
 آيت بوفلن (بالإنجليزية: AIT BOUFOULEN)‏ هي جماعة قروية تابعة لإقليم كلميم ضمن جهة كلميم السمارة بالمغرب. بلغ مجموع عدد سكان  آيت بوفلن حسب إحصاءات 2004 حوالي 1309 نسمة يعيشون في 211 أسرة.

## إحصاء عام
| السنة | عدد السكان | عدد الأسر | عدد الأجانب |
| ----- | ---------- | --------- | ----------- |
| 1994  | 2527       | 346       | °°°°        |
| 2004  | 1309       | 211       | 0           |